# Masahiko Kondō

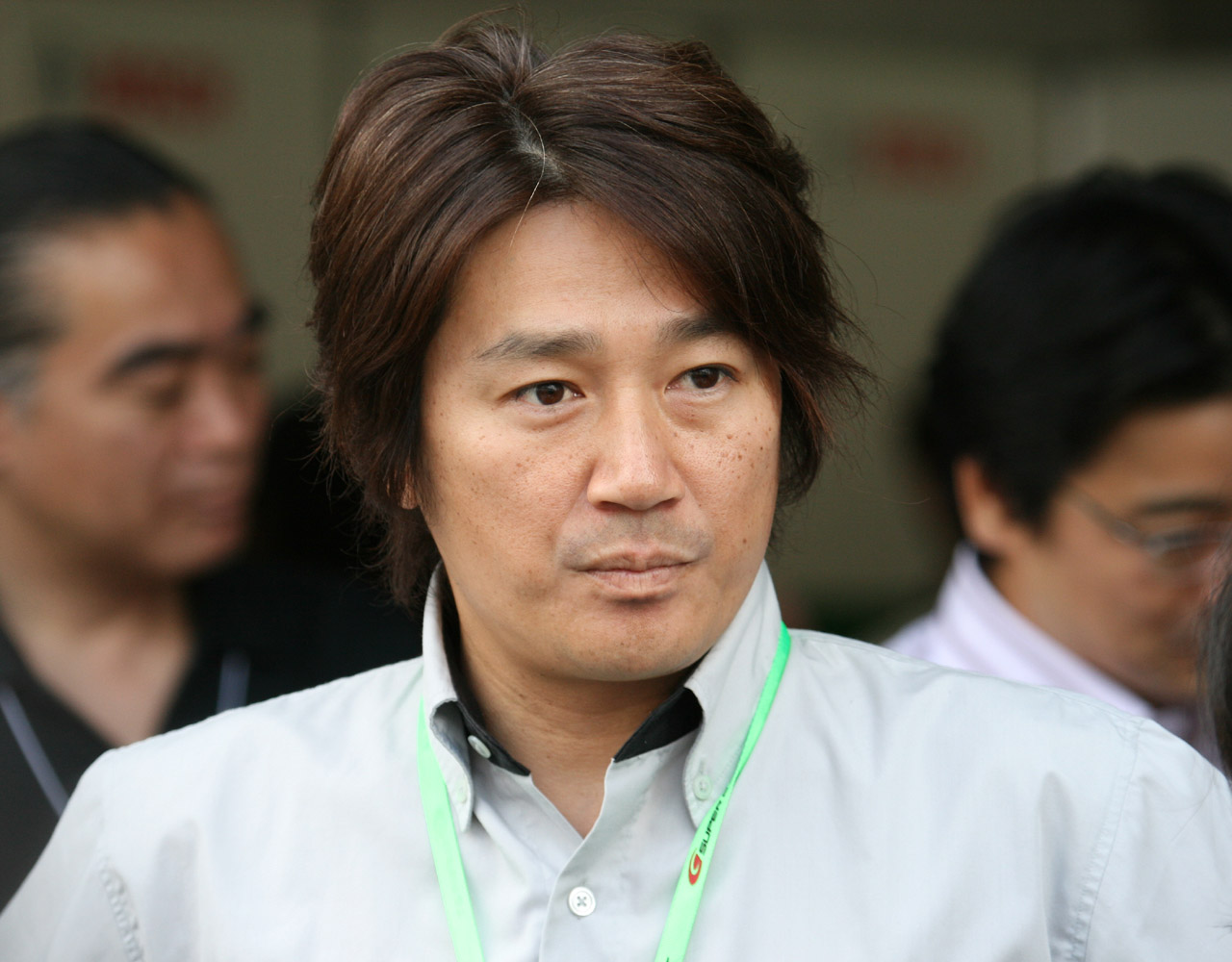
Masahiko Kondō, 2008

Masahiko Kondō (japanisch 近藤 真彦, Kondō Masahiko; * 19. Juli 1964 in Yokohama) ist ein japanischer Sänger, Schauspieler, Autorennfahrer und Rennstallbesitzer.

## Karriere
Im Alter von 15 Jahren wurde Kondō, dessen Spitznamen in Japan Matchy (マッチ, Matchi) ist – eine Kurzform seines Vornamens Masahiko – professioneller Sänger. Mit seiner ersten Single, die in der japanischen Hitparade sofort Nummer 1 wurde, sprengte er alle bisherigen Verkaufsrekorde. Mit 23 gewann er den japanischen Record Award und wurde in seinem Heimatland ein sehr populärer Sänger. Er trat zwischen 1981 und 1988 jedes Jahr und zuletzt 1996 in Kōhaku Uta Gassen auf. Seine letzte große Hitsingle hatte er mit „Midnight Shuffle“ 1996, dann begann er sich voll auf seine Rennkarriere zu konzentrieren. 2005 gab er ein Comeback als Musiker und tritt seither in vielen japanischen Fernseh- und Musikshows auf.
In den 1990er-Jahren war Kondo so populär, dass er kaum auf öffentlichen Straßen fahren konnte, ohne erkannt zu werden. Da er sich aber schon für Fahrzeuge aller Art interessierte, war es naheliegend, Rennen zu fahren, um überhaupt Autos bewegen zu können. Aus diesem Umstand wurde in kurzer Zeit eine passable Rennkarriere.
1991 stieg er in die japanische Formel-3-Meisterschaft ein und kam 1994 erstmals nach Europa, um am 24-Stunden-Rennen von Le Mans teilzunehmen. Über die japanische Formel-3000-Meisterschaft kam er in die Formel Nippon. Zu einer Meisterschaft hatte es nicht gereicht und Ende der 1990er-Jahre verlegte er seine Aktivitäten zu den Sportwagen.
2001 war er in Le Mans Werksfahrer bei ORECA und fuhr dessen neuen Prototyp, den Chrysler LMP. Seit 2000 ist er mit dem eigenen Rennteam Kondō Racing sowohl als Fahrer wie auch als Teamchef in der Super-GT-Meisterschaft engagiert.

## Statistik

### Le-Mans-Ergebnisse
| Jahr | Team                 | Fahrzeug               | Teamkollege      | Teamkollege       | Platzierung     | Ausfallsgrund |
| ---- | -------------------- | ---------------------- | ---------------- | ----------------- | --------------- | ------------- |
| 1994 | Ada Engineering Ltd. | Porsche 962C GTI       | Jun Harada       | Tomiko Yoshikawa  | nicht klassiert |               |
| 1995 | Nismo                | Nissan Skyline GT-R LM | Hideo Fukuyama   | Shunji Kasuya     | Rang 10         |               |
| 1996 | Nismo                | Nissan Skyline GT-R LM | Aguri Suzuki     | Masahiko Kageyama | Rang 18         |               |
| 2000 | TV Ashai Team Dragon | Panoz LMP-1 Roadster S | Keiichi Tsuchiya | Akira Iida        | Rang 8          |               |
| 2001 | Viper Team Oreca     | Chrysler LMP 2001      | Seiji Ara        | Ni Amorim         | Ausfall         | Motorschaden  |
| 2002 | Kondō Racing         | Dome S101              | François Migault | Ian McKellar      | Ausfall         | Defekt        |
| 2003 | Kondō Racing         | Dome S101              | Ukyo Katayama    | Ryō Fukuda        | Rang 13         |               |